# Salina, Kansas
Salina là một thành phố thuộc quận Saline, tiểu bang Kansas, Hoa Kỳ. Năm 2010, dân số của xã này là 47707 người.

## Dân số
Dân số các năm:
- Năm 2000: 45679 người
- Năm 2010: 47707 người